# Walking simulator

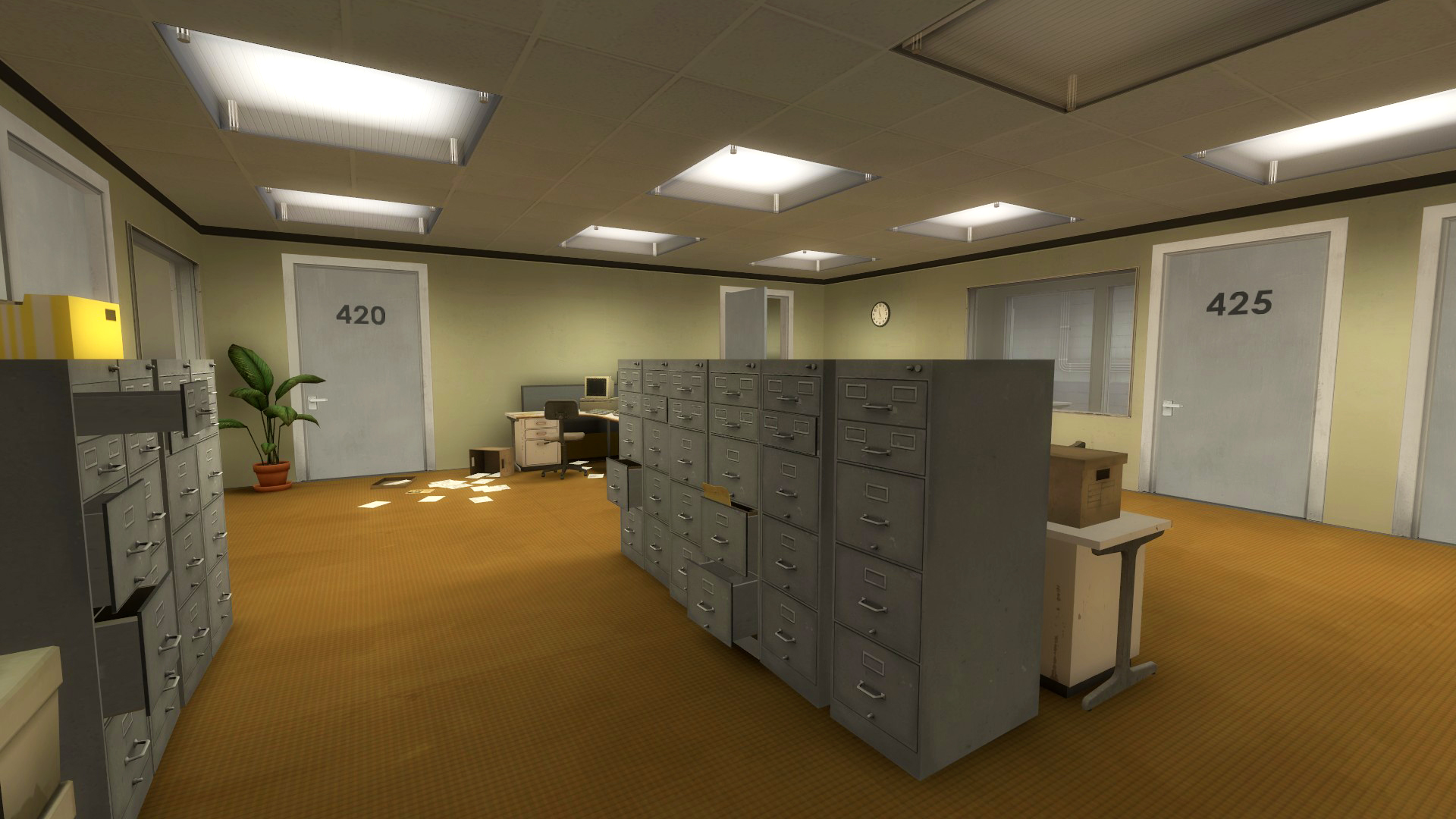
The Stanley Parable, um exemplo de walking simulator, onde o jogador explora um escritório abandonado e outros ambientes

Um walking simulator é um jogo eletrônico de aventura que consiste principalmente em movimento e interação com o ambiente. Walking simulators geralmente não têm mecânicas de combate, cenários tradicionais de vitória/derrota e, às vezes, incluem elementos de quebra-cabeça. Embora esses princípios tenham se originado na década de 1980, o termo começou a ser usado de forma pejorativa para se referir a novos jogos no final dos anos 2000, principalmente com Dear Esther. O termo acabou por ser usado de forma menos depreciativa e adotado por jogadores, embora ainda seja percebido de forma negativa por alguns desenvolvedores. Estes jogos muitas vezes são independentes, mas alguns jogos AAA já foram descritos como tendo elementos de walking simulator. 
Os elementos centrais de walking simulators são controversos devido à suposta falta de desafio, e o descontentamento com esses jogos tornou-se comum em meados e no final da década de 2010 entre os jogadores “hardcore”. No entanto, os aspectos artísticos e a ênfase na tomada de decisões e na moralidade são apreciados e continuam populares em outros jogos. 

## Características

### Jogabilidade
Walking simulators são centrados na exploração, com o jogador sendo lançado em um ambiente desconhecido que pode variar de convencional a fantástico. O jogador descobre aspectos desse ambiente, compreendendo quem o habita e se ele é hostil ou não. A maioria dos walking simulators carece de aspectos como combate, estratégia ou sistemas econômicos. A maioria também é criada por desenvolvedores independentes, embora grandes títulos, como Death Stranding, tenham sido chamados de walking simulators.
Walking simulators às vezes adicionam elementos de jogos de terror, dando à exploração mais aspectos de tensão. Embora a maioria dos jogos de survival horror inclua combate e outras ações que o jogador pode usar para sobreviver, alguns jogos, como Outlast e Paratopic, removem as habilidades de combate, o que deixa o jogador sem meios de reagir aos eventos. Esses jogos podem ser vistos como walking simulators, já que ajudam a criar uma resposta emocional em sua narrativa ao remover a capacidade do jogador de reagir a eventos assustadores, combinada com a capacidade de inserir sinais visuais e sonoros projetados para assustar o jogador.

### Nomenclatura
O nome "walking simulator" (lit. "simulador de caminhada") tem conotações negativas, sugerindo que a jogabilidade é tediosa e banal. Críticos de walking simulators afirmam que jogos devem conter algum tipo de desafio, e que o subgênero não se qualificaria como um "jogo" de acordo com essa definição. Os primeiros walking simulators, frequentemente desenvolvidos por mulheres ou incluindo temas LGBT, foram atacados por trolls de internet por misoginia e homofobia, como no caso de Gone Home. Esses ataques criaram uma percepção ainda mais negativa de walking simulators. O surgimento do subgênero na mesma época da campanha de assédio online Gamergate, em 2014, também fez com que o nome "walking simulator" fosse tratado com um estigma negativo.
Desenvolvedores, incluindo Dan Pinchbeck, que co-criou Dear Esther, rejeitam essa definição restrita em favor de uma definição mais expansiva e inclusiva. O termo "walking simulator" foi posteriormente adotado pelos fãs, chegando ao ponto de ser usado como uma etiqueta de descrição no serviço de distribuição digital Steam. Ele é, por vezes, utilizado de forma irônica.
O uso desse termo ou de outro continua a ser debatido por desenvolvedores e fãs, com aqueles que o apoiam apontando os benefícios mentais e de saúde positivos da caminhada como um sinal de que não precisa ser depreciativo. Os detratores o caracterizam como ofensivo e condescendente, relacionando-o a outros insultos como "social justice warrior", embora até mesmo seus críticos tenham expressado um sentimento de inevitabilidade de que ele continuaria a ser usado em um futuro próximo.

## História

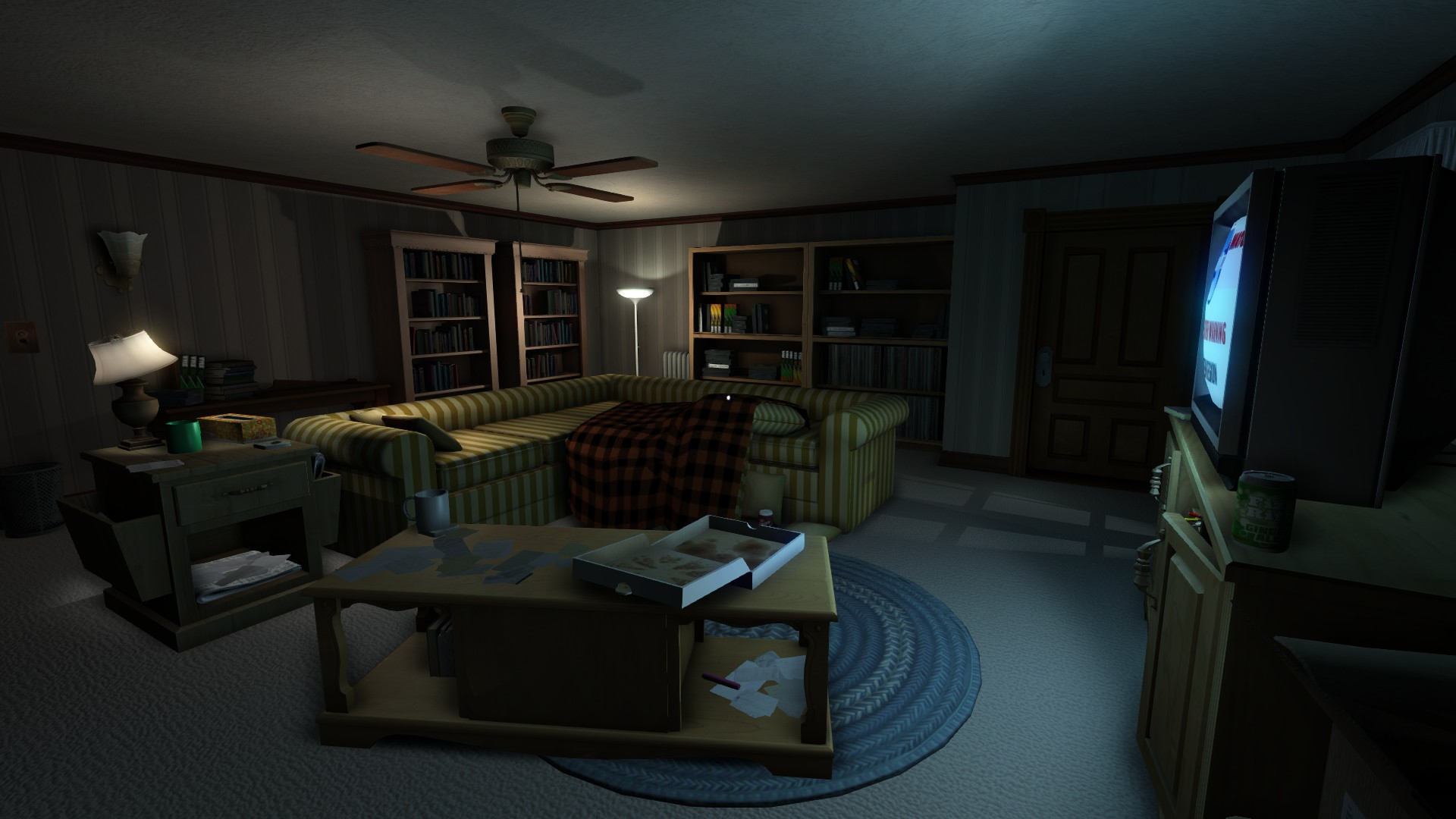
Em Gone Home, o jogador explora a casa de infância da protagonista, aparentemente abandonada de repente pela família, para descobrir pistas sobre o que aconteceu.

O primeiro walking simulator conhecido foi um jogo independente, The Forest, desenvolvido em 1978 como um simulador de orientação por Graham Relf para o ZX Spectrum em seu tempo livre. Com a intenção de se basear na criação de mapas e nas habilidades de navegação, ele permitia que o jogador navegasse em uma vasta floresta virtual. O jogo acabou por ser lançado comercialmente e foi elogiado por sua originalidade. Um sucessor de ficção científica da década de 1980, Explorer, se passava em um planeta semelhante à Terra com florestas e apresentava 40 bilhões de locais individuais gerados processualmente, combinando componentes gráficos aleatoriamente. Ele também tinha um sistema de combate rudimentar que permitia ao jogador atirar flechas em criaturas fantasmagóricas, bem como uma forma de viagem rápida por meio de teletransporte. No entanto, o jogo foi mal avaliado pela maioria dos meios de comunicação devido ao seu ritmo lento, sendo considerado mais uma demonstração técnica do que um jogo completo. Tanto Explorer quanto seu antecessor foram considerados fracassos comerciais.
Em 2003, [domestic], um jogo de arte desenvolvido por Mary Flanagan, reutilizou ambientes de tiro em primeira pessoa para reconstruir uma memória de infância de um incêndio. Em 2012, Dear Esther, um walking simulator sobre a exploração de uma ilha sem nome, foi um sucesso que popularizou a encarnação moderna do subgênero, sendo recebido de forma muito positiva pela crítica. Apesar de receber reações negativas, ele foi visto como um conceito radical. Ele foi seguido diretamente por Gone Home em 2013, The Vanishing of Ethan Carter em 2014 e, mais tarde, Firewatch em 2016. Walking simulators começaram a ser reconhecidos pelos críticos, com três dos vencedores do BAFTA Games Award de 2016 sendo walking simulators. Em contraste com o significado metafórico do termo, o futuro jogo Baby Steps de Bennett Foddy foi descrito como um simulador de caminhada literal no qual o jogador deve controlar diretamente as pernas do personagem.
Walking simulators continuam sendo principalmente um produto de desenvolvedores de jogos independentes. Estúdios AAA têm se abstido de criar walking simulators, embora exista a possibilidade de que ambientes criados para jogos padrão possam ser reutilizados sem combate, como no educacional “Discovery Mode” de Assassin's Creed Origins e Odyssey.

## Recepção
Em 2017, Nicole Clark, da Salon.com, chamou walking simulators de “o gênero mais artístico e inovador dos jogos eletrônicos”, dizendo que “veio para ficar”. Em 2019, Rachel Watts, da PC Gamer, afirmou que walking simulators “desafiaram a maneira como os jogos são jogados, experimentados e definidos”, e que algumas das críticas sobre suas mecânicas já começaram a se dissipar.